# Liste der Baudenkmäler in Kist
Auf dieser Seite sind die Baudenkmäler in der unterfränkischen Gemeinde Kist zusammengestellt. Diese Tabelle ist eine Teilliste der Liste der Baudenkmäler in Bayern. Grundlage ist die Bayerische Denkmalliste, die auf Basis des Bayerischen Denkmalschutzgesetzes vom 1. Oktober 1973 erstmals erstellt wurde und seither durch das Bayerische Landesamt für Denkmalpflege geführt wird. Die folgenden Angaben ersetzen nicht die rechtsverbindliche Auskunft der Denkmalschutzbehörde.
 Diese Liste gibt den Fortschreibungsstand vom 15. April 2020 wieder und enthält sieben Baudenkmäler.

## Baudenkmäler nach Gemeindeteilen

### Kist
| Lage                               | Objekt                                       | Beschreibung | Akten-Nr.             | Bild           |
| ---------------------------------- | -------------------------------------------- | --- | --------------------- | -------------- |
| Hauptstraße 2 (Standort)           | Hausfigur                                    | Pietàskulptur auf Sockel mit Inschrift und Hauszeichen, Sandstein, bezeichnet mit „1720“. | D-6-79-154-6 Wikidata | weitere Bilder |
| Obere Dorfstraße 11, 15 (Standort) | Katholische Pfarrkirche St. Bartholomäus     | Ehemals Saalbau, seit 1982 Basilika mit eingezogenem Chor und nördlichem Fassadenturm mit Spitzhelm, neoromanisch, 1872; mit Ausstattung. | D-6-79-154-1 Wikidata | weitere Bilder |
| Untere Dorfstraße (Standort)       | Bildhäuschen                                 | Erneuert, mit Madonnenfigur in Formen des 18. Jahrhunderts. | D-6-79-154-4 Wikidata | weitere Bilder |
| Untere Dorfstraße 3, 5 ()          | Wohnstallhaus, dann Gaststätte               | zweigeschossiger Krüppelwalmdachbau, Fachwerk, verputzt, im Kern 2. Hälfte 18. Jh., massive westlichen Giebelwand 1. Viertel 19. Jh., massive Erdgeschosswände spätes 19. Jh.; im Norden eingeschossiger Küchenanbau mit Pultdach, um/nach 1930; im Osten eingeschossiger Saalanbau mit Satteldach, um/nach 1930 | D-6-79-154-13         |                |
| Untere Dorfstraße 14 a (Standort)  | Relief                                       | Dreifaltigkeit, Sandstein, bezeichnet mit „1818“. Kopie des Originals. | D-6-79-154-2 Wikidata | weitere Bilder |
| Untere Dorfstraße 31 (Standort)    | Gasthof zum Grünen Baum/Gasthaus Grüner Baum | Zweigeschossiger Krüppelwalmdachbau mit Fachwerkobergeschoss über hohem Sockel, mit Wappenrelief von 1705 und schmiedeeisernem Wirtshausausleger mit Grünem Bau, frühes 18. Jahrhundert. | D-6-79-154-3 Wikidata | weitere Bilder |

### Irtenberg
| Lage                   | Objekt                         | Beschreibung                                                                                         | Akten-Nr.             | Bild           |
| ---------------------- | ------------------------------ | --- | --------------------- | -------------- |
| Irtenberg 1 (Standort) | Ehemaliges Forsthaus Irtenberg | Zweigeschossiger, verputzter Walmdachbau mit geohrten Fensterrahmungen, erste Hälfte 18. Jahrhundert | D-6-79-154-7 Wikidata | weitere Bilder |
| Irtenberg 1 (Standort) | Neben- u. Ökonomiegebäude      | eingeschossiger Satteldachbau mit Kniestock, Handquadermauerwerk, um 1900                            | D-6-79-154-7          | weitere Bilder |

## Ehemalige Baudenkmäler
In diesem Abschnitt sind Objekte aufgeführt, die früher einmal in der Denkmalliste eingetragen waren, jetzt aber nicht mehr. Objekte, die in anderem Zusammenhang also z. B. als Teil eines Baudenkmals weiter eingetragen sind, sollen hier nicht aufgeführt werden. Aktennummern in diesem Abschnitt sind ehemalige, jetzt nicht mehr gültige Aktennummern.

| Lage                                        | Objekt    | Beschreibung | Akten-Nr.             | Bild           |
| ------------------------------------------- | --------- | --- | --------------------- | -------------- |
| Kist Fuchsenseelein, Schlagäcker (Standort) | Bildstock | Reliefaufsatz mit Madonna 1982 erneuert, auf Pfeiler über Postament mit Inschrift, Sandstein, bezeichnet mit „1763“. | D-6-79-154-5 Wikidata | weitere Bilder |